# The Three Burials of Melquiades Estrada
The Three Burials of Melquiades Estrada és una coproducció dels Estats Units i França de 2005 dirigida per Tommy Lee Jones, suposant el seu debut en la  direcció. El guió és de Guillermo Arriaga, autor també dels d'Amores perros, 21 grams, i Babel.
La pel·lícula s'inspira en el crim real d'Esequiel Hernández Jr, un jove estatunidenc assassinat per marines dels Estats Units durant una operació militar prop de la frontera amb Mèxic el 1997.

## Argument
Melquiades Estrada és un immigrant il·legal mexicà a qui Mike Norton, un policia de frontera, mata per error i enterra al desert de Texas.
Però una setmana més tard el seu cos és descobert, i Pete Perkins, el millor amic de Melquiades, vol complir el desig que aquest tenia de retornar al seu poble natal, i pressiona el xèrif Belmont a trobar l'assassí. Com que no són família no poden entregar-li el cos, i Melquiades és sepultat en un cementiri local. Quan Rachel revela la identitat de l'homicida, Pete el rapta i l'obliga a exhumar el cadàver per dur-lo a la família d'aquest.
Emprendrà llavors una aventura perillosa i quixotesca a cavall cap a Mèxic, amb el seu presoner a remolc i amb el cos de Melquiades lligat a la mula, descobrint la trista realitat i la desesperada situació d'aquelles persones que viuen als voltants de la frontera entre els dos països.

## Repartiment
| - Tommy Lee Jones: Pete Perkins - Barry Pepper: Mike Norton - Julio Cedillo: Melquiades Estrada - Dwight Yoakam: xèrif Belmont - January Jones: Lou Ann Norton - Melissa Leo: Rachel - Levon Helm: home gran amb ràdio - Mel Rodriguez: Capità Gómez - Cecilia Suárez: Rosa - Ignacio Guadalupe: Lucio - Vanessa Bauche: Mariana - Irineo Alvarez: Manuel - Guillermo Arriaga: Juan - Josh Berry: policia de frontera - Rodger Boyce: venedor |

## Localitzacions
Els escenaris de Texas (Estats Units) en els quals es va rodar la pel·lícula van ser: Big Bend National Park, Big Bend Ranch State Park (a Presidio), Lajitas, Monahans, Odessa i Van Horn.

## Premis i nominacions
Els principals guardons són:

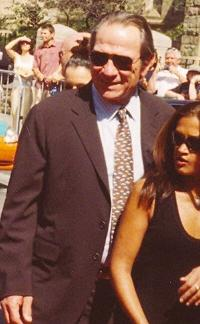
L'actor Tommy Lee Jones en una fotografia de 2006.

- Festival Internacional de Cinema de Canes (2005):[4]
  - Premi al millor actor per Tommy Lee Jones
  - Premi al millor guió per Guillermo Arriaga
  - Nominació a la Palma d'Or a la millor direcció per Tommy Lee Jones
- Premis Independent Spirit (2006):
  - Nominació a la millor fotografia per Chris Menges
  - Nominació al millor guió per Guillermo Arriaga
  - Nominació al millor actor secundari per Barry Pepper
  - Nominació a la millor pel·lícula per Michael Fitzgerald, Tommy Lee Jones, Luc Besson, i Pierre-Ange Le Pogam

## Banda sonora
La música de la pel·lícula està composta per Marco Beltrami, i conté els següents temes:

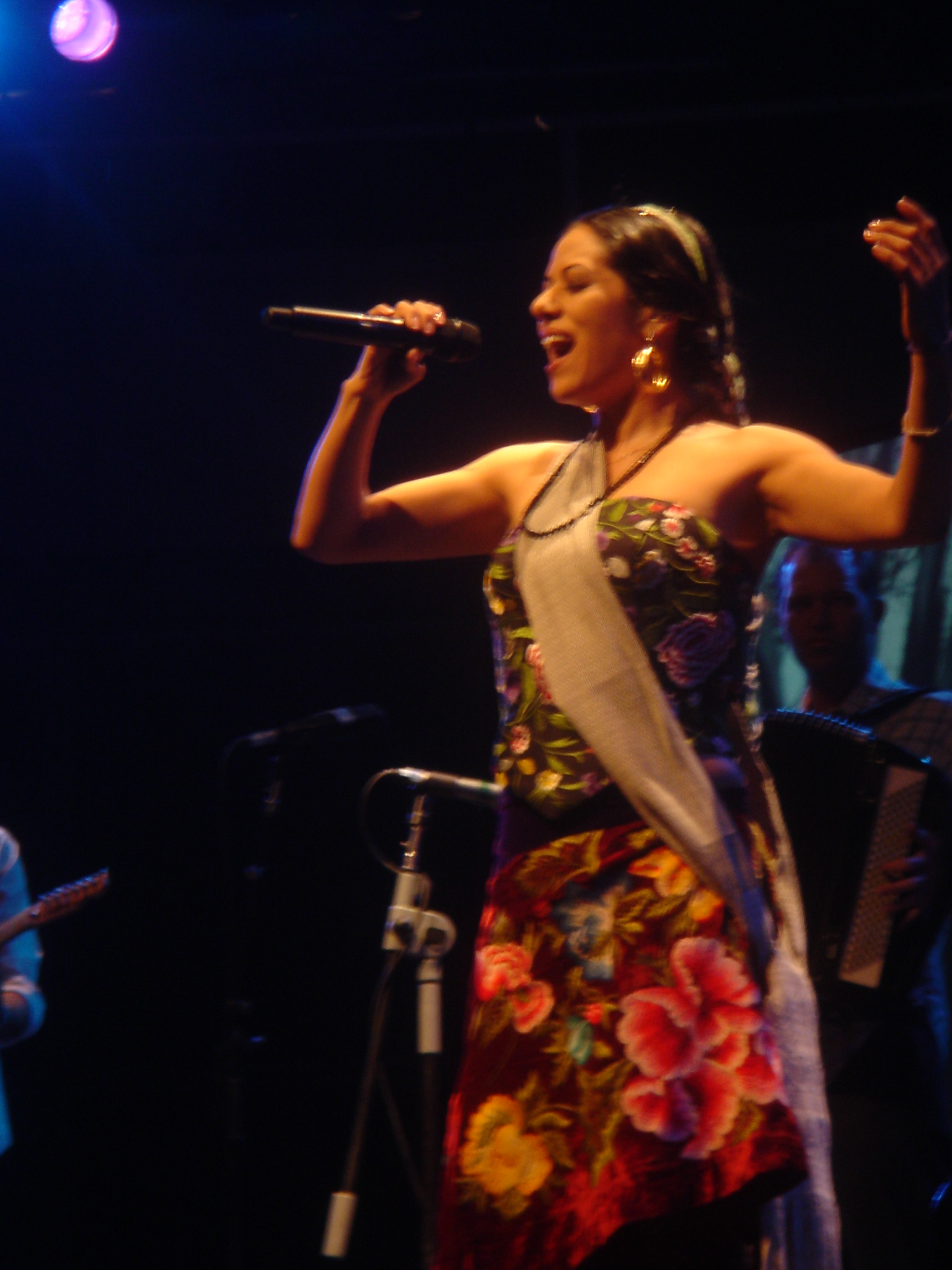
La cantant Lila Downs durant una actuació de 2007.

1. "Three Burials of Melquiades" - 2:07
2. "Cinco años" - 1:20
3. "Fair to Midland" - Dwight Yoakam - 3:26
4. "Leaving Town" - 2:22
5. "Mike Runs Off" - 4:01
6. "I Wonder Who'll Turn Out the Light" - Bobby Flores - 2:59
7. "Gift Horse" - 2:02
8. "Can't Keep It Up" - 2:51
9. "The Cheatin' Hotel" - Hank Williams Jr. - 5:12
10. "Entering Town" - 1:18
11. "Fleeing Illegals" - 1:19
12. "This Could Be The One" - Flaco Jimenez - 2:48
13. "Horse of Death" - 1:34
14. "Pete Confronts Sheriff" - 1:16
15. "Stalking Mike" - 1:33
16. "Workin' Man Blues" - Merle Haggard - 2:43
17. "Shoot Me" - 1:35
18. "House Building" - 1:13
19. "Before the Next Teardrop" - Freddie Fender - 2:33
20. "No Jimenez" - 2:22
21. "Forgiveness" - 2:07
22. "Goodbye" - 2:46
23. "You Can't Rollerskate in a Buffalo Herd" - Roger Miller - 1:55
24. "Dónde estás papá" - Lila Downs - 5:11